# Ed Campion
Edward Sheridan Campion, detto Ed (Chicago, 19 dicembre 1915 – Salinas, 10 gennaio 2005), è stato un cestista statunitense, professionista nella NBL.

## Carriera
Giocò per due stagioni nella NBL, disputando complessivamente 38 partite con 3,6 punti di media.